# Открытая система (квантовая механика)
Открытая система в квантовой механике — квантовая система, которая может обмениваться энергией и веществом с внешней средой. В определенном смысле всякая квантовая система может рассматриваться как открытая система, поскольку измерение любой динамической величины (наблюдаемой) связано с конечным необратимым изменением квантового состояния системы. Поэтому в отличие от классической механики, в которой измерения не играют существенной роли, теория открытых квантовых систем должна включать в себя теорию квантовых измерений.
Открытые системы в статистической механике и в квантовой механике могут быть гамильтоновыми и негамильтоновыми. Эволюция гамильтоновых систем целиком определяется её гамильтонианом. Например, в равновесной статистической механике системы с переменным числом частиц, которые можно считать открытыми, описываются большим каноническим распределением Гиббса. Важным классом открытых систем является класс негамильтоновых систем. Именно в негамильтоновых системах возможны процессы самоорганизации. Среди негамильтоновых систем выделяются диссипативные, аккретивные, обобщенно диссипативные системы.
Динамика гамильтоновой квантовой системы описывается однопараметрической группой унитарных операторов. В качестве уравнений движения используются уравнение фон Неймана и уравнение Гейзенберга. Эволюция негамильтоновой системы, подверженной внешним воздействиям, будь то процесс установления равновесия с окружающей средой или взаимодействие с измерительным прибором, обычно описывается вполне положительными отображениями. Динамика негамильтоновых открытых квантовых систем, обладающих свойством марковости, задается уравнение Линдблада.
Исследования открытых квантовых негамильтоновых систем восходят к работам польского физика А. Коссаковского, и связаны с введением понятия квантовой динамической полугруппы, затем развитого Г. Линдбладом.